# Тюрингенская кровяная колбаса

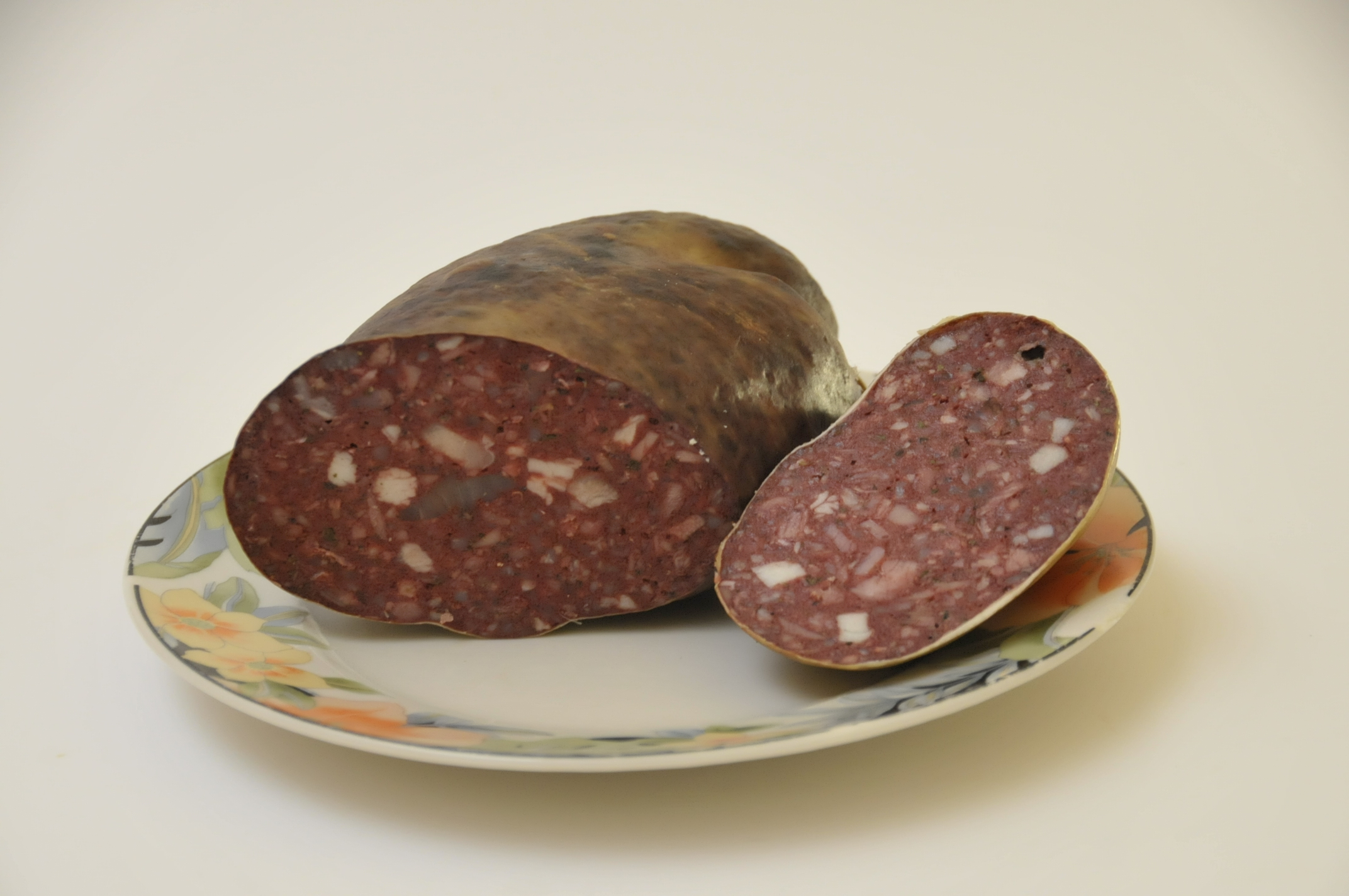
Тюрингенская кровяная колбаса

Тюрингенская кровяная колбаса (нем. Thüringer Rotwurst — букв. «тюрингенская красная колбаса») — колбаса из термически обработанного сырья и кровяная колбаса. Колбасный фарш содержит свинину (лопатку, щековину, шкурку, кровь и печень), нитритную соль, чёрный перец, майоран, душистый перец, гвоздику и репчатый лук. Рецепт восходит к 1613 году. С 2006 года тюрингенская кровяная колбаса имеет защищённое наименование места происхождения товара, в соответствующем постановлении ЕС утверждается, что её за великолепный вкус называют «королевой кровяных колбас».
После нитритного посола в течение 12 часов свинину отваривают в воде, затем режут мелкими кубиками. Сырую свиную печень прокручивают на мясорубке вместе с луком. Мясные кубики быстро разогревают и приправляют специями, затем к ним постепенно и медленно добавляют печёночную массу, размельчённую шкурку и в конце кровь. Полученный колбасный фарш фасуют в натуральную оболочку диаметром 60—65 мм. В продолжение колбасные батоны подвергают термической обработке в течение двух часов.